# 郝进礼
郝进礼（1916年11月30日—2011年3月9日），圣名安德肋，天主教西湾子教区主教。
郝进礼出生于1916年11月30日，1943年晋升司铎。1958年被捕，1981年获释，担任公会镇本堂神父。1984年9月14日秘密祝圣为主教，1988年接替张克兴为西湾子教区主教，但不获中国政府承认，仍旧居住张北县公会镇。2011年3月9日，郝进礼主教逝世，终年94岁。